# Beatrice Marshoff
Frances Beatrice Marshoff, née le 17 septembre 1957 à Bloemfontein (État libre d'Orange, union d'Afrique du Sud) et morte le 15 avril 2023 à Soweto (Gauteng, Afrique du Sud), est une femme politique sud-africaine, Première ministre de l'État-Libre (Afrique du Sud) de 2004 à 2009. 
Elle a succédé à Winkie Direko à ce poste le 22 avril 2004, et a été remplacée par Ace Magashule le 6 mai 2009.
Beatrice Marshoff est aussi une infirmière et a été membre du Conseil exécutif pour le développement social dans l'État Libre (juin 2001 - 21 avril 2004). Avant cela, elle a été membre du Parlement pour le Congrès national africain (1994–1999).
Elle meurt le 15 avril 2023 au Chris Hani Baragwanath Hospital de Soweto.